# Kłębowisko żmij
Kłębowisko żmij (fr. Le Nœud de vipères) – powieść François Mauriaca, wydana w 1932 r. 
Została napisana w konwencji listu-wyznania 68-letniego, schorowanego i stojącego u progu śmierci Ludwika, adwokata. Pochodzi on z chłopskiej rodziny, która ciężką pracą i oszczędnością dorobiła się majątku, który znacząco pomnożył. Prezentuje się jako człowiek twardy i bezwzględny, bogaty skąpiec, nieczuły wobec rodziny. Wobec żony Izabeli, pochodzącej z arystokratycznej rodziny Fondaudege, pielęgnuje uczucia goryczy, nie mogąc wybaczyć jej pierwszej, młodzieńczej miłości oraz sojuszu z dziećmi. Synowi Hubertowi i córce Genowefie oraz ich małżonkom i dzieciom zarzuca dążenie wszelkimi sposobami do gigantycznego spadku. Z nienawiści Ludwik knuje podstępny plan wydziedziczenia rodziny na rzecz Roberta, swego nieślubnego syna, co się jednak nie udaje. Tytułowym "kłębowiskiem żmij" są ponure uczucia, oplątujące serce Ludwika, które nie pozwalają mu otworzyć się na bliskich i przełamać wzajemne niezrozumienie. Jako "kłębowisko żmij" jawi mu się też owa rodzina, spiskująca przeciw "tyranowi", jako grono żądne pieniędzy, pielęgnujące urazy i zawiści. Jedną z uderzających rzeczy jest powierzchowna, a ostentacyjna i formalistyczna religijność tej grupy, która odpycha niewierzącego Ludwika. Przebłyski prawdziwej wiary widzi u dwóch ukochanych dzieci: córeczki Marysi, która umiera w dzieciństwie i krewnego Izabeli - Łukasza, który ginie na froncie I wojny światowej. Dopiero nagła śmierć Izabeli wyzwala u wszystkich prawdziwe uczucia. Ludwik odkrywa, że naprawdę ją kochał, a potem odrzucił i nie pozwolił na bliskość i pojednanie. Przekazuje spadek dzieciom. Bliskość znajduje jednak tylko u Janki, wnuczki porzuconej przez męża-birbanta, która w trakcie wspólnego mieszkania z dziadkiem odkrywa jego wewnętrzną przemianę. Ludwik nawraca się, dzięki Łasce poznaje wartość miłości, przekonuje się, że zamykając się na nią zmarnował życie, ale pojednany dochodzi do kresu. Śmierć przerywa wpół słowa jego notatki. Książkę kończą dwa listy. Pierwszy Huberta do Genowefy z informacją o znalezionych zapiskach, pokazujący, iż mimo wszystko zachowali oni twardy osąd wobec swego ojca. Drugi list pisze Janka do Huberta z prośbą o udostępnienie zapisków dziadka, przekonując wuja o jego prawdziwym nawróceniu.